# Lucy Johnson Barbour
Lucy Johnson Barbour, född 1775, död 1860, var en amerikansk politisk aktivist. 
Hon var gift med James Barbour, och känd för att ha varit politiskt aktiv som sin makes rådgivare, och för att efter hans död 1842 öppet ha deltagit i den politiska samhällsdebatten till stöd för Whig-partiet, något som gjorde henne till en kontroversiell figur i sin samtid, då kvinnor ansågs böra hålla sig utanför politik, och ledde till en pressdebatt om kvinnors deltagande i politiken. Hon grundade 1844 Virginia Association of Ladies. 